# Мадізе (Камб'я)
Ма́дізе (ест. Madise küla) — село в Естонії, у волості Камб'я повіту Тартумаа.

## Населення
Чисельність населення на 31 грудня 2011 року становила 31 особу.